# NGC 176
NGC 176 je otvoreni skup u zviježđu Tukanu.

## Vanjske poveznice
- SEDS: NGC 0176